# Dawood Ibrahim
Dawood Ibrahim Kaskar (/ɪbrəˈhiːm/; născut la 26 decembrie 1955) este un personaj din lumea interlopă din Mumbai, mafiot criminal și traficantul de droguri cel mai căutat de India, care acordă o recompensă de 25 de milioane de dolari pe capul său și l-a dat în urmărire din 1994. Este originar din Dongri, în Mumbai, India. 
În prezent, se crede că locuiește în Pakistan, potrivit guvernului indian și conduce sindicatul indian al crimei organizate D-Company pe care l-a fondat în Mumbai în anii '70.  
Dawood este dat în urmărire sub acuzația de omor, extorsiune, ucidere vizată, trafic de droguri, terorism și diverse alte cazuri. El a fost desemnat terorist internațional în 2003 de India și de Statele Unite, cu o recompensă de 25 de milioane de dolari SUA pentru capturarea sa pentru rolul său în atentatele din Bombay (azi Mumbai) din 1993. În 2011, el a fost numit numărul trei  printre "Cei 10 cei mai căutați criminali din lume" de către FBI și Forbes. 

## Tinerețe
Dawood Ibrahim s-a născut pe 26 decembrie 1955 într-o familie musulmană Konkani din raionul Ratnagiri din Maharashtra, India. Tatăl său, Ibrahim Kaskar, a lucrat ca șef de poliție în Poliția din Mumbai, iar mama sa, Amina, a fost casnică. A locuit în zona Temkar Mohalla din Dongri, a urmat cursurile liceului Ahmed Sailor dar a renunțat. A crescut în localitatea Dongri din Mumbai, unde a intrat în contact cu gașca mafiotului Haji Mastan, după ce acesta din urmă a atacat doi dintre oamenii lui Ibrahim. 

## Istorie
Se crede că Ibrahim controlează o mare parte din sistemul hawala, care este sistemul neoficial foarte frecvent utilizat pentru transferul de bani și remitențe în afara controlului agenților oficiali. Multe dintre operațiunile organizației sunt în India. 
Departamentul Trezoreriei Statelor Unite l-a desemnat pe Ibrahim drept terorist în cadrul programului său de sancțiuni internaționale, interzicând în mod efectiv entităților financiare americane să lucreze cu el și să sechestreze bunuri despre care se crede că sunt sub controlul său. Departamentul Trezoreriei păstrează o fișă informativă asupra lui Ibrahim care conține rapoarte despre sindicatul său având rute de contrabandă în Asia de Sud, Orientul Mijlociu și Africa, împărtășite și utilizate de organizația teroristă al-Qaeda. Fișa informativă mai spune că sindicatul lui Ibrahim este implicat în livrarea pe scară largă de stupefiante în Regatul Unit și Europa de Vest. Se crede, de asemenea, că a avut contacte cu liderul al-Qaeda, Osama bin-Laden. La sfârșitul anilor '90, Ibrahim a călătorit în Afganistan sub protecția talibanilor. Sindicatul a urmărit în mod constant destabilizarea guvernului indian prin revolte, terorism și neascultare civilă. 
SUA au declarat că vor solicita Organizației Națiunilor Unite să-l enumere pe Ibrahim "în conformitate cu rezoluțiile relevante ale Consiliului de Securitate". O astfel de listare a ONU va necesita ca toate statele membre ale ONU să înghețe activele lui Ibrahim și să-i impună interdicție de călătorie. Juan Zarate, secretarul adjunct pentru controlul finanțării terorismului și al infracțiunilor financiare, a declarat că se angajează să identifice și să atace legăturile financiare dintre terorism și lumea interlopă. Ibrahim este, de asemenea, suspectat că are legături cu organizațiile teroriste, iar în 2002 a fost legat de finanțarea atacurilor tot mai mari din Gujarat de către Lashkar-e-Toiba. În 2006, guvernul Indiei a predat Pakistanului o listă de 38 cei mai căutați criminali, inclusiv Ibrahim. 
La 21 noiembrie 2006, s-a raportat că zece membri ai bandei lui Ibrahim au fost arestați de Filiala pentru Crimă a Poliției Mumbai. Au fost extrădați de Emiratele Arabe Unite, și deportați în India. 
India Today a raportat că Ibrahim a furnizat logistica pentru atacurile din Mumbai din 2008. 
Presa a raportat uciderea lui Shiraz Asghar Ali ca semn al unei schimbări dramatice a puterii între domnii crimei. 
Guvernul Nepal a înghețat activele a 224 de persoane și 64 de grupuri cu legături cu Ibrahim, dacă acestea sunt prezente în Nepal conform Legii antispălare de bani (AML). 
În 2013, fostul cricketer indian Dilip Vengsarkar a susținut că în 1986, Dawood a intrat în vestiarul echipei indiene din Sharjah și a oferit fiecărui jucător indian o mașină dacă învinge Pakistanul în finala Cupei Sharjah. 

## 1993 Bombardamentele din Bombay (azi Mumbai)
Se crede că Dawood fost în spatele atentatelor din martie 1993 din Mumbai. În 2003, guvernele din India și Statele Unite l-au declarat pe Ibrahim „terorist internațional”. Vicepremierul indian, Lal Krishna Advani, l-a înscris pe „Lista celor mai căutați ” din India. 
Într-un discurs public din iunie 2017, justițiarul Ram Jethmalani a confirmat că după explozia din Bombay, Dawood Ibrahim l-a sunat de la Londra, spunând că este pregătit să vină în India și să fie judecat, cu condiția să nu fie supus niciunui tratament de gradul III de către poliție. Jethmalani a transmis acest lucru lui Sharad Pawar, dar politicienii de la putere nu au fost de acord cu această propunere. Conform lui Jethmalani, refuzul lor de a permite întoarcerea lui Dawood s-a datorat temerilor lor că le va expune secretele. 

## Localizare
Conform afirmațiilor internaționale, se credea că Ibrahim trăiește în Pakistan și apoi în Emiratele Arabe Unite.  
Conform afirmațiilor indiene, el a trecut granița Pakistan-Afganistan. Surse indiene adaugă că „ Informațiile inter-servicii s-au arătat extrem de prudente de noua cooperare indo-americană pentru combaterea terorismului. Inter-Services Intelligence și Dawood apar sub multă presiune".  
La 5 mai 2015, parlamentarul Haribhai Chaudhary a informat Lok Sabha (camera inferioară a Parlamentului Indiei) că locul unde se află Ibrahim este necunoscut. Cu toate acestea, la 11 mai, Rajnath Singh, ministrul de Interne al Indiei, a declarat parlamentului că Ibrahim se află în Pakistan și că îl va readuce în India. 
Potrivit afirmațiilor presei indiene Times Now, la 22 august 2015, Dawood se afla în Karachi, Pakistan. Potrivit corporației mass-media, a avut conversații cu o femeie din Karachi pe 22 august 2015. În transcrieri de conversații care au fost publicate pe site-ul agenției de știri, într-o singură conversație, ea a spus că este soția lui Dawood și „el doarme”, în timp ce în cea de-a doua conversație a spus că nu îi este cunoscut nimeni cu acest nume. 
Conform unui dosar pregătit de India în august 2015, care urmează să fie predat Pakistanului, Ibrahim are nouă reședințe în Pakistan și are trei pașapoarte pakistaneze pe care le folosește frecvent pentru a călători. 

## Cautarea lui Dawood Ibrahim
El a intrat pe lista celor 10 cei mai căutați din lume din 2010, fiind al treilea din listă și desemnat „terorist internațional”. Au fost făcute numeroase încercări de localizare a lui Ibrahim de către agențiile indiene de informații, Biroul de cercetare și analiză Wing și Intelligence Bureau (IB), încă de când a început să se ascundă. Localizarea sa a fost frecvent urmărită în Karachi, Pakistan, afirmație pe care autoritățile pakistaniene le-au negat frecvent.  
Revendicările au fost stabilite în continuare în august 2015, când un apel telefonic făcut la domiciliul său de un canal de televiziune indian, Times Now, a fost preluat de soția sa, care i-a confirmat prezența la domiciliul lor din Karachi. Agențiile de informații indiene au pregătit imediat un dosar lui Ibrahim, care includea dovezi ale aflării sale în Karachi, printre alte dovezi. Acesta urma să fie prezentat la Agenția de Securitate Națională - în cadrul unor discuții la nivel înalt între cele două țări în aceeași lună, care au fost însă anulate din motive politice. 
Într-un interviu acordat India Today, Chhota Rajan, fostă asistentă a lui Ibrahim, a spus că „El [Ibrahim] călătorește din Pakistan din când în când, dar Karachi este baza sa”. 

## În cultura populară
Dawood Ibrahim și sindicatul său D-Company au fost legate de finanțarea industriei cinematografice Bollywood. O serie de studiouri și filme Bollywood au fost finanțate de D-Company în anii 1980 și 1990. Ibrahim a fost legat de o serie de celebrități în acea perioadă, inclusiv concurenta concursului Anita Ayub și actrița din Bollywood Mandakini . D-Company este cunoscută și pentru extorcări și amenințări vizând producători și celebrități de la Bollywood și a fost implicată în uciderea producătorilor de la Bollywood Javed Siddique și Gulshan Kumar. 
Filmul Compania din 2002 se bazează pe activitățile D-Company și continuarea sa (preludiul evenimentelor din film), filmul D din 2005, precum și Shootout la Lokhandwala (2007) și filmul din 2010 Once Upon a Time in Mumbai.  
Filmul din 2013 Shootout at Wadala se bazează pe ascensiunea Companiei D. Filmul Haseena Parkar (2017) este un film biografic cu crime bazat pe spusele surorii sale, Haseena Parkar.